# Manner (Üttfeld)
Manner ist ein Weiler der Ortsgemeinde Üttfeld im Eifelkreis Bitburg-Prüm in Rheinland-Pfalz.

## Geographische Lage
Manner liegt rund 0,7 km südöstlich des Hauptortes Üttfeld auf einer Hochebene. Der Weiler ist hauptsächlich von landwirtschaftlichen Nutzflächen sowie von etwas Waldbestand im Nordosten und Südwesten umgeben. Südlich und östlich von Manner fließt der namensgebende Mannerbach. Der Straßenzug innerhalb des Weilers ist auch unter dem Namen „Auf der Manner“ bekannt.

## Geschichte
Zur genauen Entstehungsgeschichte des Weilers liegen keine Angaben vor. Manner besteht noch heute teilweise aus landwirtschaftlichen Anwesen, die sich parallel zur Hauptstraße angesiedelt haben. Es handelt sich mittlerweile um einen der größten Weiler der Ortsgemeinde Üttfeld.

## Kultur und Sehenswürdigkeiten

### Bunkeranlagen
Wenig südwestlich von Manner befinden sich mehrere Bunkeranlagen des ehemaligen Westwalls.

### Naherholung
Die Ortsgemeinde Üttfeld ist für ihre Lage inmitten der naturbelassenen Landschaft sowie für die aufgelockerte Siedlungsform bekannt. Es gibt Möglichkeiten zum Wandern im Hauptort sowie einige Angebote für Urlauber. Nennenswert ist auch die ehemalige Bahnstrecke der Westeifelbahn, die heute teilweise als Fahrradweg dient.

## Verkehr
Es existiert eine regelmäßige Busverbindung.
Manner ist teilweise durch eine Gemeindestraße und teilweise durch die Landesstraße 9 von Lichtenborn in Richtung Niederüttfeld erschlossen.